# Vlag van Albany (New York)

Vlag van Albany (New York)

De vlag van Albany (New York) is een horizontale driekleur van oranje, wit en blauw. In de witte baan is het wapen van de stad afgebeeld.
De vlag werd in 1909 ontworpen als onderdeel van de driehonderdste viering van de ontdekking van de rivier de Hudson door Henry Hudson, en werd pas in 1912 aangenomen door het stadsbestuur. De vlag was gebaseerd op de Prinsenvlag zoals die door de Vereenigde Oostindische Compagnie werd gevoerd, waarvoor Hudson in 1609 voer. De vlag was ook driekleurig en bevatte het logo van het bedrijf op de plek waar nu het wapenschild van Albany staat. De vlag weerspiegelt ook het Nederlandse erfgoed van de staat New York.
Net als de vlag van Albany was de prinselijke vlag een oranje, witte en blauwe driekleur. Het oranje was afgeleid van het wapen van de Prins van Oranje, Willem de Zwijger. Na 1660 was de oranje baan vervangen door een rode, zoals de Nederlandse vlag nog steeds is, hoewel er geen specifieke reden wordt genoemd. Albany koos ervoor om de historische vlag als basis te gebruiken. De vlag was omgeven door controverse in 1916, toen de Gemeenteraad van Albany stemde om de kleuren te veranderen in rood, wit en blauw als een blijk van patriottisme tijdens de Eerste Wereldoorlog. De verandering werd tegengehouden door burgemeester Joseph Stevens.
Het huidige wapenschild werd aangenomen in 1789, hoewel het daarvoor aanzienlijk eenvoudiger was, variërend van gestileerde letters tot een karikatuur van een bever. In het wapen zijn verwijzingen opgenomen naar het landbouw- en pelshandelverleden van Albany. Het schild wordt gehouden door een blanke man en een Amerikaanse indiaan en wordt bekroond door een sloep. Het wapen is bedoeld om de "symbolen van de industrie en haar beloningen voor mens en dier ter land en ter zee" weer te geven. Onder het schild hangt een rol staat Assiduity, wat ijver betekent.